# 蔣桂戦争
蔣桂戦争（しょうけいせんそう）は、1929年3月から6月までの間に、中華民国国民政府内部での新広西派（新桂系）軍閥と蔣介石の勢力との間で行われた内戦である。

## 背景
1927年末の寧漢分裂中に、新広西派は国民政府内部の主要権力を奪取し、同時に汪兆銘と蔣介石の排斥に成功した。さらに、寧漢戦争で武漢方面の蔣介石配下唐生智を破り、唐生智の部隊を編入し、湖南湖北を掌握し、勢力を拡大した。しかし蔣介石はすぐに広州張黄事変を利用し復帰することに成功し、新広西派の発展は挫折することになった。
1928年、国民政府は北伐を開始し、蔣介石・新広西派・閻錫山・馮玉祥の四大派閥連合軍40万が北上し、華北の奪取に成功した。さらに張作霖爆殺事件により、張作霖が死亡し、国民政府の勝利が促進された。これにより、張学良が率いる東北軍が12月29日に東北易幟を行い、国民政府に服し、国民政府は形式上全国を統一した。新広西派はこの北伐中に河北で勢力を拡大した。
国民政府の全国統一の後であっても、四大軍閥それぞれ数十万の兵を擁し、数省にまたがる地盤に軍を駐留させていた。国民政府は旧軍閥の兵力削減を意図し、蔣介石の主導のもとに、北伐完了後直ちに「善後編遣会議」を召集した。
この時の新広西派の勢力範囲は広西・湖南・湖北及び河北の山海関から天津一帯で、「国民革命軍第4集団軍」の名称で16個軍と6個の独立師団、兵力約20万を擁していた。新広西派の首領李宗仁は第4集団軍総司令及び武漢政治分会主席に就任していた。広東は李済深が支配していて、長期にわたり新広西派の政治的盟友として信頼されていて、新広西派の実力は強大なものであった。
しかし、蔣介石も第1集団軍所属の部隊20数万を有し、江南の富裕地帯を支配し、併せて自ら国政と軍の首領に就いていて政治的優勢は明らかだった。
閻錫山率いる第3集団軍も山西・河北北部と北京・天津の両市を支配していて、さらに馮玉祥の第2集団軍は西北・河南などを支配し、兵力は多く30万に達し、各派のうち兵力で最も強力なものであった。
1929年初めの編遣会議で、四大軍閥は政治的利益を獲得するために、自派の縮小を少なくすることを望んだ。「善後編遣会議」の決議は各軍をできるだけ速やかに師（師団）に縮編し、四派が約10万人前後の兵力を等しく保持するというものであった。各派の善後編遣会議での政治闘争はまた対立の激化を引き起こした。しかし、各派は会議後次々と会議の議決に基づき部隊の整理を開始した。
蔣桂戦争の直接原因は「湘案（湖南省の事案）」であった。
1928年初め新広西派は国民政府の後に湖南省を支配するため、湖南省政府議長の程潜を軟禁し、何鍵・魯滌平を湖南省主席に任命した。しかし、何鍵・魯滌平の両者の関係は悪かった。1929年2月、魯滌平は蔣介石に加わり、蔣介石は、魯滌平の部隊に武器弾薬を援助した。これに対し、何鍵は直ちに武漢政治分会に報告を上げた。
2月21日、新広西派の軍幹部の夏威・胡宗鐸・葉琪らは首領の李宗仁の同意を得ず、また派内次席の白崇禧とも協議もないまま、直ちに魯滌平のすべての職を解任することを武漢政治分会名義で中央に発信し、発表した。同日、夏威・葉琪の両名は軍を率いて長沙に入り、魯滌平の部隊を武装解除した。魯滌平は長沙を離れるよう迫られた。
李宗仁は国民政府中央の職務に就いていたため、家族とともに南京に住んでいた。李宗仁はこの件を聞き、自身の安全を懸念して、直ちに南京を離れ、上海共同租界に避難した。蔣介石と李宗仁は直ちに電報での「論戦」を展開し、対立が拡大した。蔣介石は「各地の政治分会は管区内の特定の人員の任免をしてはならない」という中央政治会議の決議に新広西派が違反したとして、軍隊を集め新広西派を攻撃する準備を行った。
3月、広州政治分会主席で、新広西派の政治的盟友の李済深は蔣介石と新広西派間の対立を調停するため、南京に北上した。しかし、李済深は蔣介石に勾留され、粤系軍幹部陳済棠・陳銘枢は投降したため粤桂政治連盟は分解した。
3月21日、李宗仁・白崇禧・李済深のすべての職務の解任と新広西派の武力討伐準備を、国民政府は声明で発表した。馮玉祥・閻錫山の両派は中立を保ち形勢を見守る姿勢をとったため、新広西派は不利な状況に陥った。

## 作戦の経過
蔣介石と新広西派との対立が激化した後、河北に駐屯していた新広西派の部隊は白崇禧が指揮をとっていた。白崇禧の当初の計画では、第36軍をもって保定・津浦線に沿って南下し徐州に至り、湖北の新広西派軍の南京攻略と歩調を合わせるというものであった。しかし、第36軍はもともとは唐生智の部隊であったので、蔣介石はこれを利用するため、唐生智を日本から帰国させ、以前の河北に派遣した。唐生智の旧部隊への影響力は大きかったため、白崇禧は第36軍に対して制御できなくなり、やむを得ず隠密裏に唐山へ行き、船で河北を脱出した。第36軍軍長、広西籍の軍官廖磊も唐生智が河北に到着した後に自ら辞職した。このことにより、河北の新広西派の軍で多くの広西籍の軍官が辞職し南下することになった。蔣桂戦争はこの段階ではまだ正式には発生していなかったが、河北の新広西派はすでに瓦解していた。このため、白崇禧は香港に脱出することとなった。
李宗仁・白崇禧は交通事情が原因となって、武漢に戻れず、新広西派の部隊を指揮する方法が無くなった。また、黄紹竑は広西で留守を守ってたので北上できなかった。このような情勢から、新広西派の部隊はそれぞれ配置のまま実質的な戦闘状態に入った。
3月末、蔣介石は劉峙・朱培徳の部隊を動員し、武漢侵攻の準備を始めた。それに続き、もともとは新広西派に属していた湖南省政府議長の程潜が突然蔣介石に就いた。新広西派の内部では、胡宗鐸・夏威・陶鈞と李明瑞・兪作柏らが対立していた。4月初め、李明瑞・兪作柏・楊騰輝らは蔣介石と打ち合わせた後、「内戦」への不参加を宣言し、所属部隊を後退させた。これにより新広西派の湖北東部（鄂東）防衛線に隙間が生じてしまった。新広西派は武漢放棄を迫られ、湖北西部（鄂西）へ後退し守勢をとった。
同じ頃、李宗仁・白崇禧は相前後して香港に着き、広州から西へ向かい広西に帰還し、広西の留守を守っていた黄紹竑と面会した。しかし、湖北の形勢は既に逆転できる形勢ではなかった。
4月11日、国民政府は「新広西派軍隊に告げる書」を発布し、新広西派の「罪悪」を列挙し、併せて新広西派軍の兵士に抵抗の放棄を呼びかけた。新広西派の兵士の心情は緩み、胡宗鐸・夏威・陶鈞・葉琪らは別々に蔣介石と協力する交渉を行った。最後にはそれぞれ辞職し、出国した。湖北の新広西派部隊は蔣介石の軍に収容され改編された。
蔣介石は直ちに部隊を集め広西侵攻の準備をし、あわせて李宗仁、白崇禧に下野して出国することを勧告し、黄紹竑には広西でそのまま留まるのを認めた。ただし、李明瑞・兪作柏を広西の主席とすることを条件とした。新広西派にとってこの内容が十分に苛酷で、受け入れることができなかったので、部隊を動員し迎撃戦の準備をした。
5月5日、新広西派は「護党救国軍」の成立を宣言し、蔣介石討伐を発表した。同時に出撃を明らかにし、まず広東を攻略し、広東の収入を奪って経済を支え、同時に軍事的勝利をもって政治的劣勢を転換させた。5月15日、北方の馮玉祥は新広西派と合同して蔣介石を討つことを宣言し、蔣介石進攻のため出兵した。しかし、馮玉祥の配下の石友三は韓復榘とともに馮玉祥への追随を放棄し、蔣介石に帰順した。このため馮玉祥の作戦は失敗することとなった。
5月中、新広西派の部隊は二手に分かれて広東に進攻し、広東派（粤系、粤軍）を破り、広州城下まで前進した。蔣介石は湖南派（湘系、湘軍）、貴州派（黔系、黔軍）、雲南派（滇系、滇軍）等の部隊を集め広西に進攻し、新広西派を牽制した。新広西派と広東派は白泥地区（広東省深圳市）で決戦を展開し、新広西派は敗れて、新広西派の広東進攻作戦は失敗に終わった。また、北方の盟友馮玉祥の失敗を知り、新広西派は広西に退却を迫られた。しかし同時に桂林・柳州の線の新広西派はたびたび湖南派・貴州派・雲南派等の部隊に勝利していた。
蔣介石はすぐに、李明瑞・兪作柏・楊騰輝に所属する元新広西派軍を集め広東に南下し、西の広西に進攻した。李明瑞・兪作柏・楊騰輝の部隊の戦闘力は強く、梧州をすばやく攻略占領した。桂平の守将の韋雲淞は街を放棄した。新広西派はここまでで再度戦闘を行う力を失っていた。
6月27日、李明瑞所属の部隊は南寧に攻め入ったので、李宗仁・白崇禧・黄紹竑の三人は下野し、国外（香港、サイゴン、ハイフォン）に出た。新広西派勢力は敗れ、蔣介石は李明瑞・兪作柏・楊騰輝を広西省政府主席に任命した。蔣桂戦争は蔣介石の全面的な勝利に終わった。

## 結果と影響
3か月間の蔣桂戦争は蔣介石の勝利で終わった。「寧漢戦争」と「第2次北伐」から絶えず勢力を拡張してきた新広西派にとって深刻な打撃を受けることとなった。新広西派は、根拠地の広西を含め、すべての地盤を失ってしまった。保有していた軍事力も損失しほとんど尽きてしまった。新広西派の3人の首領李宗仁・白崇禧・黄紹竑は国外へ逃れることとなった。この戦いで蔣介石は徹底的に新広西派の勢力を削いだが、李宗仁・白崇禧・黄紹竑の3人はわずか半年後には再び広西を掌握した。しかし、新広西派の政治的影響力は既に過去のようなものではなかった。
新広西派の敗北は、馮玉祥・閻錫山の両派と蔣介石の間の対立を激化させた。そして、その後反蔣介石各派連合の「中原大戦」を引き起こした。
李明瑞・兪作柏・楊騰輝の3人が広西省政府主席になった後、彼らは政治的にはもともと左派系であったので、広西に共産党の活動を引き入れた。このため、わずか2か月後には、蔣介石は広西に出兵進攻し、李明瑞・兪作柏らを追放した。広西の政局は混乱に陥ることになった。李宗仁・白崇禧・黄紹竑はこの機会に乗じ、広西への影響力を再び回復した。しかし、李明瑞・兪作柏らの左派系政治の状況は中国共産党が広西へ浸透することとなり、広西に共産党の根拠地ができることとなった。